# La Grande (Oregon)
La Grande est une ville du comté d'Union situé dans l'État de l'Oregon aux États-Unis.

## Histoire
La ville a été fondée en 1861 elle devient une municipalité en 1865.

## Personnalités
- Ron Gilbert, concepteur de jeux vidéo, est né à La Grande en 1964.

Joe Bell

## Source
- (en) Cet article est partiellement ou en totalité issu de l’article de Wikipédia en anglais intitulé « La Grande, Oregon » (voir la liste des auteurs).